# Beziehungen zwischen Rumänien und den Vereinigten Staaten
Die Beziehungen zwischen Rumänien und den Vereinigten Staaten sind das zwischenstaatliche Verhältnis zwischen Rumänien und den Vereinigten Staaten von Amerika (USA). Beide Länder unterhalten freundschaftliche diplomatische, wirtschaftliche und kulturelle Verbindungen.

## Geschichte

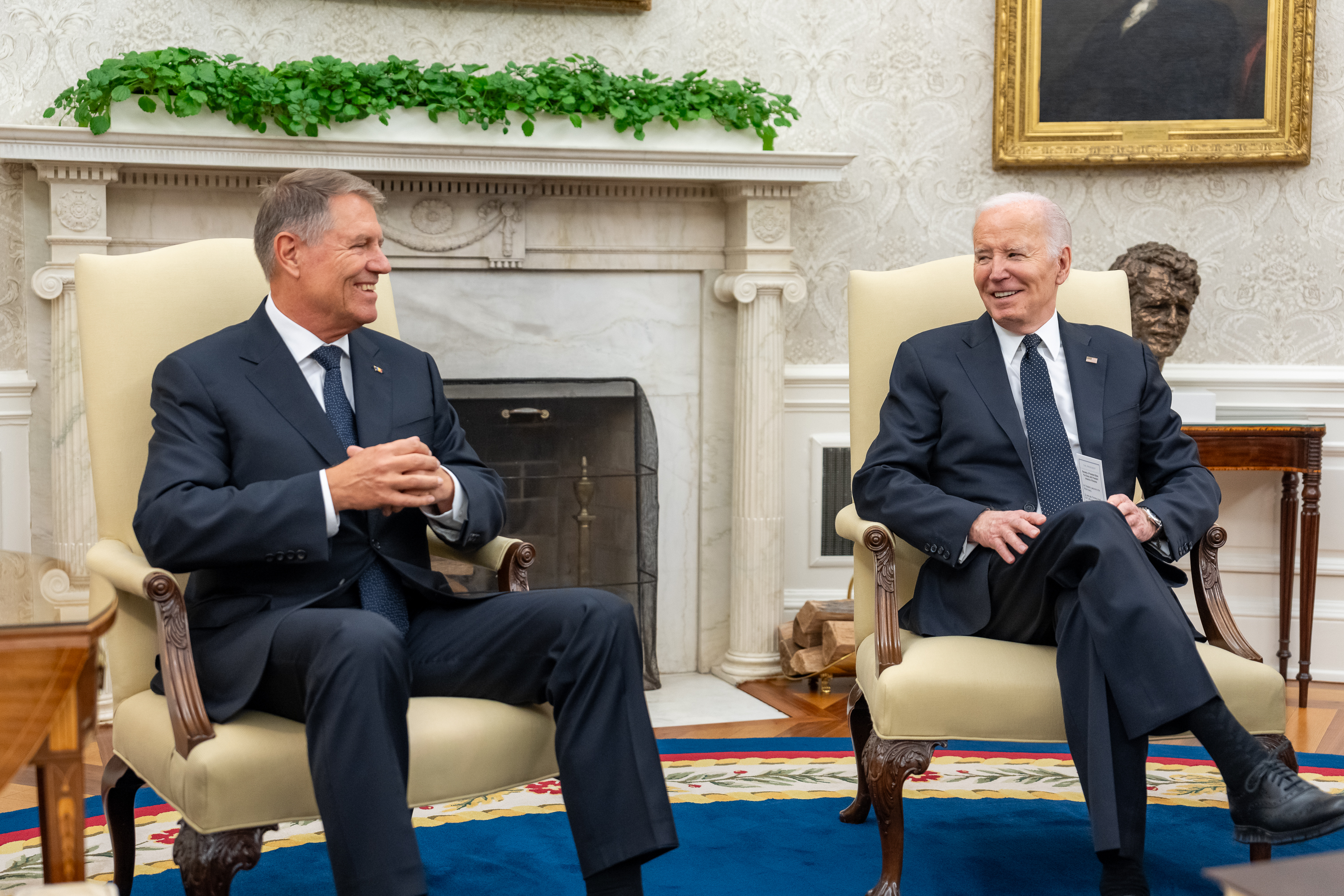
Klaus Johannis mit Joe Biden (2024)

Nach der 1878 international anerkannten Unabhängigkeit Rumäniens nahmen die USA 1880 offizielle diplomatische Beziehungen auf. Im Zweiten Weltkrieg wurden die Beziehungen abgebrochen, nachdem Rumänien im Bündnis mit den Achsenmächten den USA am 12. Dezember 1941 den Krieg erklärt hatte. In Reaktion darauf erklärten die USA Rumänien am 5. Juni 1942 den Krieg. Schließlich wurden die Beziehungen am 1. Oktober 1946 wieder aufgenommen. In der frühen Phase des Kalten Krieges blieb das Verhältnis frostig und angespannt, verbesserte sich jedoch ab den 1960er-Jahren, als Rumänien unter Staatschef Nicolae Ceaușescu eine zunehmend eigenständige Außenpolitik gegenüber der Sowjetunion verfolgte (besonders nach der Verurteilung der sowjetischen Niederschlagung des Prager Frühlings 1968). In den 1970er-Jahren förderten verstärkte kulturelle, wissenschaftliche und akademische Austauschprogramme die Annäherung der USA an Rumänien, doch führten amerikanische Menschenrechtskritik und innenpolitische Repressionen in Rumänien in den 1980er-Jahren erneut zu Belastungen im bilateralen Verhältnis. Der Sturz des kommunistischen Regimes in Rumänien Ende 1989 markierte schließlich den Beginn einer engen Kooperation und eines pro-amerikanischen Kurses Bukarests.

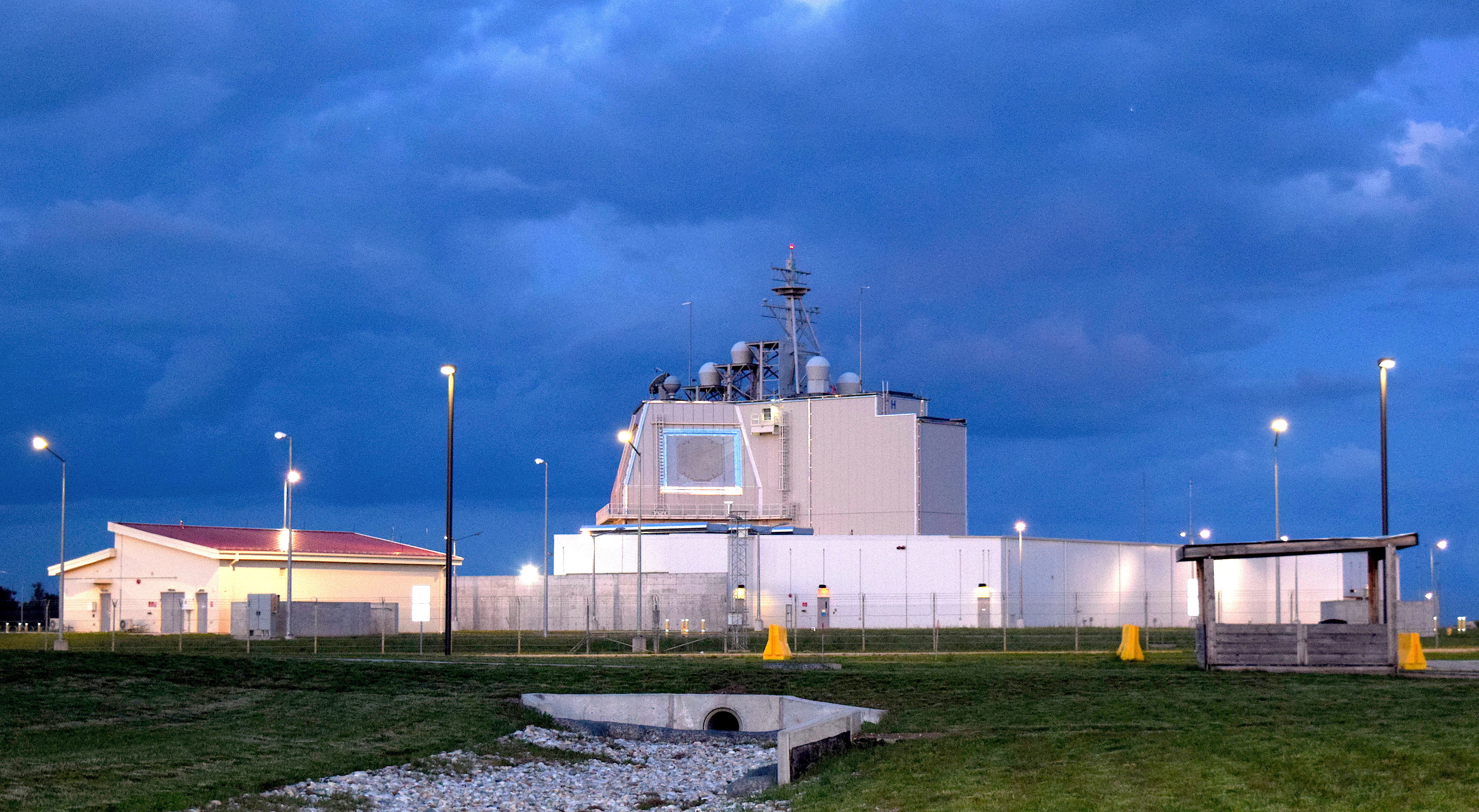
Aegis Ashore Missile Defense Complex in Rumänien

Seit den 1990er-Jahren gelten die Vereinigten Staaten als wichtiger strategischer Partner eines nun demokratischen Rumänien. Die USA unterstützten Rumänien auf seinem Weg in die NATO, der 2004 mit dem Beitritt zum Bündnis abgeschlossen wurde. Bereits 1997 hatten beide Staaten anlässlich eines Besuchs von US-Präsident Bill Clinton in Bukarest eine bilaterale strategische Partnerschaft begründet, die Rumäniens Rolle als Stabilitätsfaktor in Südosteuropa stärken sollte. In den Folgejahren intensivierte sich die militärische Zusammenarbeit: Rumänien erwies sich als verlässlicher Bündnispartner und beteiligte sich nach den Terroranschlägen vom 11. September 2001 an der Seite der USA am globalen „Krieg gegen den Terror“. Rumänische Streitkräfte wurden in die Einsatzgebiete in Afghanistan und Irak entsandt, was von den USA mit nachdrücklicher Unterstützung für Rumäniens NATO-Aufnahme honoriert wurde. Im Rahmen der strategischen Partnerschaft wurde zudem die Stationierung von US-Truppen und militärischer Infrastruktur in Rumänien vereinbart: So nutzen die US-Streitkräfte rumänische Stützpunkte (etwa den Luftwaffenstützpunkt Mihail Kogălniceanu bei Constanța), und seit 2016 betreibt die NATO auf der rumänischen Naval Support Facility Deveselu einen landbasierten Aegis-Ashore-Raketenabwehrkomplex unter US-Kommando. Die politisch-militärische Zusammenarbeit beider Länder hat in den 2010er- und 2020er-Jahren durch den russisch-ukrainischen Krieg weiter an Bedeutung gewonnen – unter anderem durch gemeinsame Manöver, Rüstungskooperationen und Pläne zum Ausbau der rumänischen Verteidigungsfähigkeiten (z. B. Beschaffung amerikanischer F-16-Jagdflugzeuge). Bis 2023 wurde der Militärflugplatz Câmpia Turzii mit US-Mitteln in Höhe von 100 Millionen US-Dollar ausgebaut.

## Kultur und Migration
Die kulturellen Beziehungen zwischen Rumänien und den USA werden geprägt durch Migration, Diaspora-Gemeinschaften und bilaterale Austauschprogramme. Seit dem späten 19. Jahrhundert wanderten zahlreiche Rumänen in die Vereinigten Staaten aus, insbesondere aus den damals habsburgisch beherrschten Regionen Siebenbürgenund Bukowina, häufig getrieben von wirtschaftlicher Not und politischen Restriktionen. Zwischen 1895 und 1920 kamen etwa 145.000 Rumänen in die USA, vorwiegend aus diesen Regionen. Weitere Auswanderungswellen folgten nach dem Zweiten Weltkrieg und nach dem Ende des Kommunismus 1989. Heute leben Schätzungen zufolge rund eine halbe Million US-Amerikaner mit rumänischen Wurzeln in den Vereinigten Staaten (Stand ca. 2010). Die bilateralen kulturellen Kontakte werden auch durch aktive Austausch- und Bildungsprogramme gefördert – so existiert seit 1993 eine Fulbright-Kommission zur Vergabe von akademischen Stipendien zwischen den USA und Rumänien, und zahlreiche Partnerschaften bestehen zwischen rumänischen und amerikanischen Hochschulen, Kulturinstitutionen und zivilgesellschaftlichen Organisationen. Auch die in den USA lebende rumänische Gemeinde (darunter sowohl Rumänischstämmige als auch ausgewanderte Fachkräfte) trägt wesentlich zum kulturellen Austausch bei, etwa durch Festivals, Kirchengemeinden (insbesondere der rumänisch-orthodoxen Kirche) und Vereine in den Vereinigten Staaten.

## Wirtschaftsbeziehungen
Wirtschaftlich sind die Vereinigten Staaten einer der wichtigsten Partner Rumäniens außerhalb der EU. Im Jahr 2024 belief sich das bilaterale Handelsvolumen (Warenhandel) auf rund 5,2 Milliarden US-Dollar, wobei US-Exporte nach Rumänien etwa 1,26 Mrd. $ und US-Importe aus Rumänien etwa 3,91 Mrd. $ ausmachten. Zu den wichtigsten rumänischen Exportgütern in die USA zählen Metall- und Stahlprodukte, Maschinen und elektrische Ausrüstungen sowie Waren aus Gummi und Kunststoff (z. B. Reifen). Dem gegenüber liefern die USA nach Rumänien vor allem industrielle Ausrüstungsgüter, Kfz und Fahrzeugteile, chemische Erzeugnisse sowie Agrarprodukte (beispielsweise Tabak). Amerikanische Unternehmen haben in Rumänien bedeutende Investitionen getätigt – unter anderem in der Automobilindustrie, im Bereich der Informationstechnologie und Telekommunikation (viele US-Techfirmen unterhalten Niederlassungen in rumänischen IT-Zentren) sowie im Energiesektor. So kooperieren beide Länder bei der zivilen Nutzung der Kernenergie: 2020 unterzeichneten die USA und Rumänien ein Abkommen zum Ausbau des rumänischen Kernkraftwerks Cernavodă, und bis Ende der 2020er-Jahre soll in Rumänien mit amerikanischer Unterstützung einer der ersten Small Modular Reactors (SMR) in Europa entstehen. Darüber hinaus arbeiten US-Energiekonzerne mit rumänischen Partnern bei der Erschließung von Erdgas-Vorkommen im Schwarzen Meer zusammen. Die Vereinigten Staaten zählen auch zu den größten außer-europäischen Investoren in Rumänien, insbesondere in Branchen wie Energie, verarbeitende Industrie, IT und Finanzwesen.

## Diplomatie

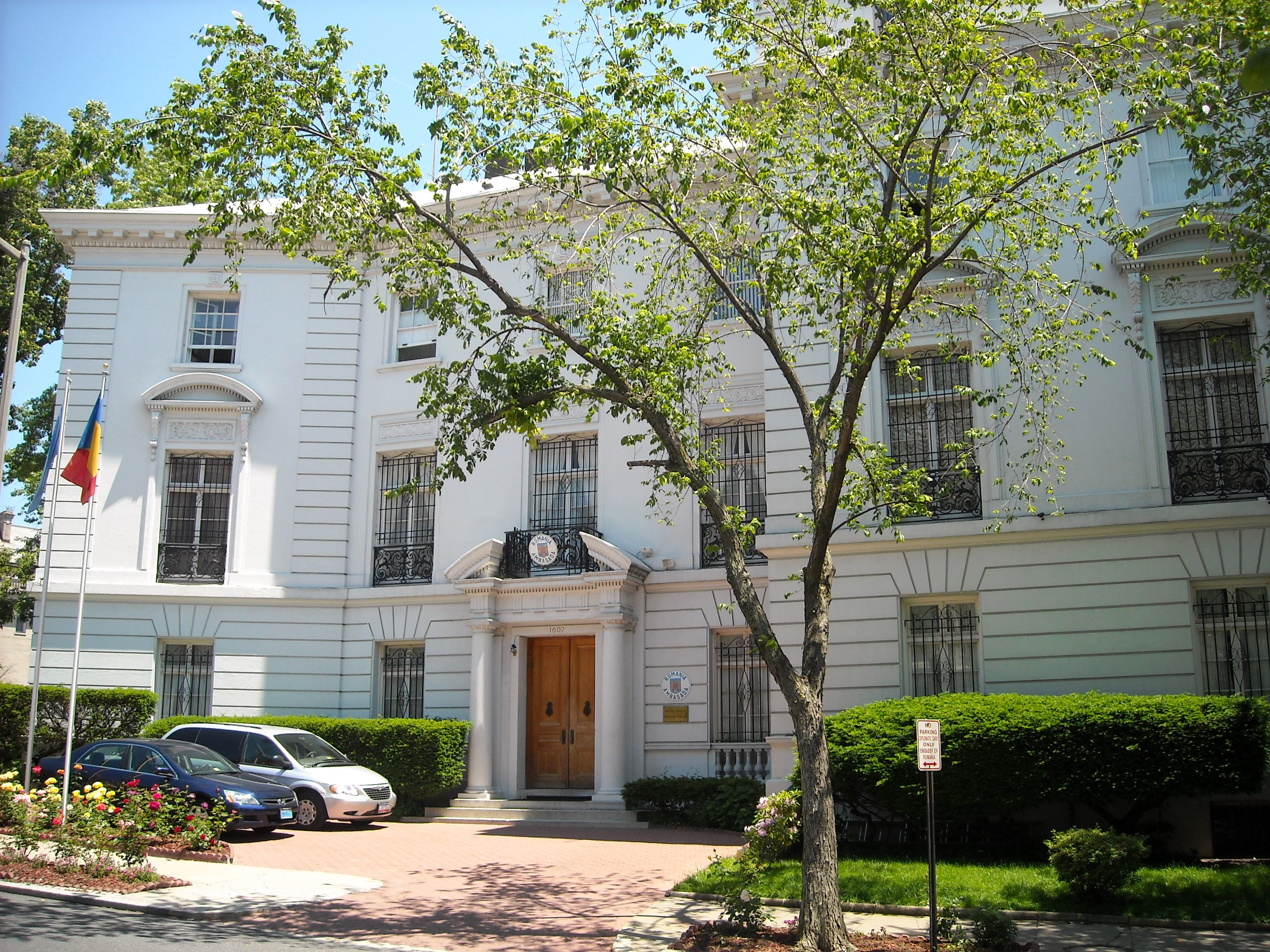
Rumänische Botschaft in Washington

Die diplomatischen Vertretungen beider Staaten bestehen seit dem 19. Jahrhundert ununterbrochen (mit Ausnahme der Unterbrechung 1941–1946). Die Vereinigten Staaten unterhalten eine Botschaft in Bukarest. Rumänien seinerseits verfügt über eine Botschaft in Washington, D.C. sowie Generalkonsulate in Chicago, Los Angeles, Miami, Houston und New York City. Darüber hinaus bestehen beidseitig mehrere Honorarkonsulate; Rumänien ist zudem bei den Vereinten Nationen in New York durch eine ständige Vertretung akkreditiert, und die USA unterhalten in Rumänien verschiedene Kultur- und Informationszentren.